# Viktor Stålberg
Viktor Stålberg (né le 17 janvier 1986 à Göteborg en Suède) est un joueur professionnel suédois de hockey sur glace. Il évolue au poste d'ailier gauche.

## Biographie

### Carrière en club
Formé au Lerums BK, il poursuit sa formation dans divers clubs de sa ville natale avant de rejoindre les Catamounts du Vermont dans le championnat NCAA en 2006. La même année, il est choisi en sixième ronde en 161e position par les Maple Leafs de Toronto lors du repêchage d'entrée dans la Ligue nationale de hockey. En 2009, il passe professionnel. Il débute est assigné au club-école des Marlies de Toronto mais débute également dans la LNH avec les Maple Leafs de Toronto.
Le 30 juin 2010, les Maple Leafs le cèdent aux Blackhawks de Chicago dans une transaction qui envoie notamment aux Leafs l'attaquant Kris Versteeg. Il remporte la Coupe Stanley avec les Blackhawks en 2013 après avoir vaincu les Bruins de Boston 4 matchs à 2 en finale. À la suite de cette saison, il signe un contrat de 4 ans pour 12 millions de dollars avec les Predators de Nashville.
Ses performances offensives chutent toutefois lors de son passage à Nashville si bien qu'à sa deuxième saison avec l'équipe, en 2014-2015, il se voit être relégué dans la LAH avec le club-école des Predators, les Admirals de Milwaukee. Les Predators rachètent son contrat à l'issue de cette saison.
Le 1er juillet 2015, il signe un contrat d'une saison de 1,1 million de dollars avec les Rangers de New York. L'été suivant, il s'entend avec les Hurricanes de la Caroline sur un contrat d'an.

### Carrière internationale
Il représente la Suède au niveau international. Il a participé aux sélections jeunes.

## Statistiques

### En club
| Saison     | Équipe                    | Ligue         |     | Saison régulière | Saison régulière | Saison régulière | Saison régulière | Saison régulière |   | Séries éliminatoires | Séries éliminatoires | Séries éliminatoires | Séries éliminatoires | Séries éliminatoires |
| Saison     | Équipe                    | Ligue         | PJ  | B                | A                | Pts              | Pun              | PJ               | B | A                    | Pts                  | Pun                  |                      |                      |
| 2004-2005  | Mölndal Hockey            | Division 1    | 29  | 6                | 9                | 15               | 54               | -                | - | -                    | -                    | -                    |                      |                      |
| 2005-2006  | Frölunda HC J20           | J20 SuperElit | 41  | 27               | 26               | 53               | 89               | 7                | 6 | 5                    | 11                   | 6                    |                      |                      |
| 2006-2007  | Catamounts du Vermont     | NCAA          | 39  | 7                | 8                | 15               | 53               | -                | - | -                    | -                    | -                    |                      |                      |
| 2007-2008  | Catamounts du Vermont     | NCAA          | 39  | 10               | 13               | 23               | 34               | -                | - | -                    | -                    | -                    |                      |                      |
| 2008-2009  | Catamounts du Vermont     | NCAA          | 39  | 24               | 22               | 46               | 32               | -                | - | -                    | -                    | -                    |                      |                      |
| 2008-2009  | Marlies de Toronto        | LAH           | -   | -                | -                | -                | -                | 2                | 0 | 1                    | 1                    | 0                    |                      |                      |
| 2009-2010  | Marlies de Toronto        | LAH           | 39  | 12               | 21               | 33               | 36               | -                | - | -                    | -                    | -                    |                      |                      |
| 2009-2010  | Maple Leafs de Toronto    | LNH           | 40  | 9                | 5                | 14               | 30               | -                | - | -                    | -                    | -                    |                      |                      |
| 2010-2011  | Blackhawks de Chicago     | LNH           | 77  | 12               | 12               | 24               | 43               | 7                | 1 | 0                    | 1                    | 5                    |                      |                      |
| 2011-2012  | Blackhawks de Chicago     | LNH           | 79  | 22               | 21               | 43               | 34               | 6                | 0 | 2                    | 2                    | 8                    |                      |                      |
| 2012-2013  | Frölunda HC               | Elitserien    | 10  | 6                | 5                | 11               | 10               | -                | - | -                    | -                    | -                    |                      |                      |
| 2012-2013  | Atlant Mytichtchi         | KHL           | 14  | 3                | 5                | 8                | 4                | -                | - | -                    | -                    | -                    |                      |                      |
| 2012-2013  | Blackhawks de Chicago     | LNH           | 47  | 9                | 14               | 23               | 25               | 19               | 0 | 3                    | 3                    | 6                    |                      |                      |
| 2013-2014  | Predators de Nashville    | LNH           | 70  | 8                | 10               | 18               | 32               | -                | - | -                    | -                    | -                    |                      |                      |
| 2014-2015  | Predators de Nashville    | LNH           | 25  | 2                | 8                | 10               | 18               | 6                | 1 | 2                    | 3                    | 0                    |                      |                      |
| 2014-2015  | Admirals de Milwaukee     | LAH           | 20  | 11               | 6                | 17               | 14               | -                | - | -                    | -                    | -                    |                      |                      |
| 2015-2016  | Rangers de New York       | LNH           | 75  | 9                | 11               | 20               | 22               | 5                | 0 | 0                    | 0                    | 6                    |                      |                      |
| 2016-2017  | Hurricanes de la Caroline | LNH           | 57  | 9                | 3                | 12               | 33               | -                | - | -                    | -                    | -                    |                      |                      |
| 2016-2017  | Sénateurs d'Ottawa        | LNH           | 18  | 2                | 2                | 4                | 8                | 17               | 0 | 2                    | 2                    | 2                    |                      |                      |
| 2017-2018  | EV Zoug                   | NLA           | 46  | 22               | 28               | 50               | 18               | 5                | 1 | 3                    | 4                    | 4                    |                      |                      |
| 2018-2019  | EV Zoug                   | NLA           | 10  | 3                | 4                | 7                | 4                | -                | - | -                    | -                    | -                    |                      |                      |
| 2018-2019  | Avangard Omsk             | KHL           | 29  | 7                | 4                | 11               | 8                | 18               | 3 | 2                    | 5                    | 40                   |                      |                      |
| 2019-2020  | HC Fribourg-Gottéron      | LNA           | 46  | 14               | 17               | 31               | 39               | -                | - | -                    | -                    | -                    |                      |                      |
| 2020-2021  | HC Fribourg-Gottéron      | LNA           | 35  | 13               | 16               | 29               | 8                | 5                | 0 | 0                    | 0                    | 4                    |                      |                      |
| Totaux LNH | Totaux LNH                | Totaux LNH    | 488 | 82               | 86               | 168              | 245              | 60               | 2 | 9                    | 11                   | 27                   |                      |                      |

### En équipe nationale
| Année | Compétition          |   | PJ | B | A | Pts | Pun | +/-      |  | Résultat |
| 2012  | Championnat du monde | 8 | 3  | 1 | 4 | 2   | +4  | 6e place |  |          |
| 2018  | Jeux olympiques      | 4 | 1  | 0 | 1 | 2   | +1  | 5e place |  |          |